# Tecnopatologia
La tecmopatologia és el conjunt d'alteracions físiques, psicològiques i socials provocades per l'ús excessiu o inadequat i sense control de les noves tecnologies i de les xarxes socials. En els casos més greus arriben a impossibilitar el desenvolupament d'una vida normal i poden provocar fins i tot síndromes d'abstinència.

## Estudis
Segons explica la doctora Marisa Navarro, terapeuta i autora dels llibres 'La medicina emocional' i 'L'efecte pastís', aquestes malalties "no són trastorns nous", sinó que "són alteracions relacionades amb dependències, addiccions, problemes de relació, distorsió de la realitat, entre d'altres, que s'han adaptat o han trobat el seu desencadenant, en el mal ús que es pot fer de dispositius mòbils i internet". Com la mateixa terapeuta apunta, "el trastorn més conegut és la nomofòbia que el pateixen aquelles persones la tranquil·litat i benestar emocional depèn de portar sempre el seu mòbil amb ells".

## Tipus de tecnopatologies
- Síndrome del túnel carpià. Patologia que afecta el nervi mitjà i provoca pèrdua de sensibilitat, dolor, formigueig i debilitat muscular en mans i avantbraç. La causa és la utilització continuada de ratolins i teclats així com les consoles i els vídeojocs.
- Síndrome de dolor cervical. Les males postures davant de l'ordinador sostingudes durant hores, dia rere dia juntament amb moviments ràpids de coll provoquen canvis en la columna cervical i en tot el teixit tou que l'envolta.
- Espatlles de ratolí. Inflamació de l'articulació glenohumeral. A la llarga -si la inflamació es torna crònica- produeix dolor, rigidesa i redueix la mobilitat.
- Fatiga visual. L'acomodació del cristal·lí a una distància d'enfocament constant i propera, juntament amb una falta d'hidratació de l'ull (a causa que la fixació de la vista fa que es parpelleja menys) produeix més sequedat a l'ull, vista cansada, miopia, picor d' ulls, dificultat per enfocar, mal de cap i hipersensibilitat a la llum.
- Degeneració de la retina. Els dispositius electrònics emeten un excés de llum / calor que pot danyar la retina.
- Síndrome del 'missatge imaginari'. Fenomen que succeeix quan l'usuari d'un aparell electrònic pensa que sent una vibració, per exemple, la d'un mòbil, sense que en realitat estigui passant.
- Síndrome FOMO ("Fear of missing out", en català, "por a perdre's alguna cosa"). Tracta de la por a la desconnexió a les xarxes socials i la informació constant que aquestes ofereixen. Provoca a aquelles persones que ho pateixen que estiguin constantment connectades per tal d'estar informades de totes les noves notícies i, en la seva absència, provoquen ansietat i angoixa.